# Juan Manuel Eguiagaray
Juan Manuel Eguiagaray Ucelay (Bilbao, 25 de diciembre de 1945- 29 de mayo de 2025) fue un político español, ministro en los Gobiernos presididos por Felipe González.

## Biografía
Nacido el 25 de diciembre de 1945 en la ciudad de Bilbao. Estudia ciencias económicas en la Universidad Comercial de Deusto, y posteriormente amplió sus estudios en la Universidad de Nancy.

### Actividad política
Ingresó en el Partido Socialista de Euskadi el año 1977. Concejal del Ayuntamiento de Bilbao y diputado provincial por Vizcaya entre 1979 y 1981. En el año 1979 es nombrado miembro del Comité Ejecutivo del Partido Socialista de Euskadi y en 1980 fue elegido diputado al Parlamento Vasco, que va a seguir hasta 1988. Secretario General de los socialistas vascos entre 1985 y 1988, el año 1990 fue nombrado miembro de la Secretaria ejecutiva federal del PSOE.
En septiembre de 1988 fue nombrado delegado del Gobierno en la Región de Murcia, cargo que ocupa hasta diciembre de 1989, momento en el que fue nombrado delegado en el País Vasco.
Participó, siendo delegado del gobierno en la Región de Murcia, en las negociaciones entre el gobierno central y ETA denominadas Conversaciones de Argel. 
El 12 de marzo de 1991 fue nombrado Ministro de Administraciones Públicas de España en sustitución de Joaquín Almunia Amann, desarrollando este cargo hasta finales de la legislatura. Posteriormente en la formación de Consejo de Ministros de España (V Legislatura), Felipe González, le nombra Ministro de Industria y Energía. En ese cargo, una de sus decisiones más importantes fue la creación del Plan Prever, para intentar renovar la flota automovilística española. En las elecciones generales de 1996 fue elegido diputado al Congreso de los Diputados por la Región de Murcia, siendo reelegido en las elecciones del año 2000.
Tras su paso por el gobierno, especialmente por el Ministerio de Industria, fue profesor de la Universidad de Deusto y de la Universidad Carlos III, formó parte de diversos consejos de administración además de prestar sus servicios en varias ONGs como Solidaridad Internacional. Ha sido director del Laboratorio de la Fundación Alternativas hasta octubre de 2010 siendo sustituido desde entonces por Belén Barreiro. Formó parte del Consejo de Administración del consorcio europeo de aeronáutica EADS-CASA. Ejerció también como asesor económico de Arco Valoraciones, miembro del consejo asesor de Creation, Advising and Development y miembro del consejo asesor de la fundación Grupo EP.